# Seguro (armas de fuego)

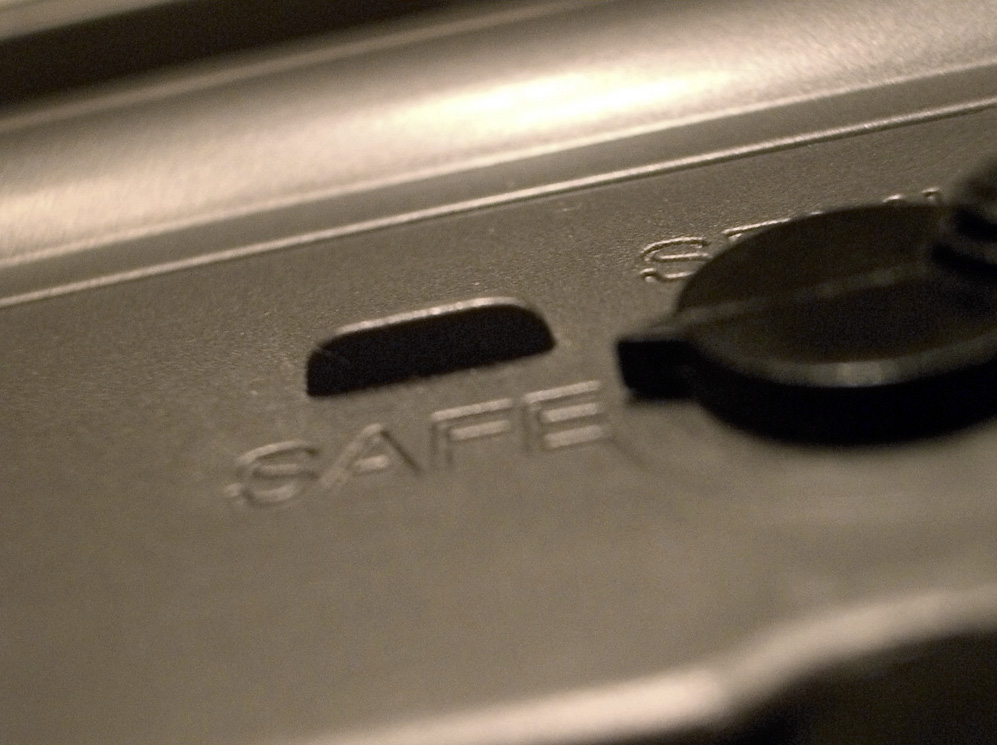
Acercamiento del seguro/selector de fuego de un fusil M16A2.

En armas de fuego, un seguro es un mecanismo utilizado para ayudar a prevenir el disparo accidental de un arma de fuego, contribuyendo así a una manipulación más segura de la misma.
Los seguros generalmente se dividen en subtipos como lo son los seguros internos (con los cuales el usuario generalmente no interactúa directamente) y los seguros externos (generalmente permiten la interacción del usuario, por ejemplo, mover una aleta desde la posición «on - encendido» a «off - apagado», etc.). A veces son llamados seguros «pasivos» y «activos» (o «automáticos» y «manuales»), respectivamente. 
Las armas de fuego que le permiten al usuario seleccionar el modo de fuego, pueden tener más de un mecanismo selector: uno para el seguro y otro para seleccionar el modo de fuego (Como es en el caso del subfusil Thompson) o pueden tener el seguro y el selector de fuego integrados en el mismo mecanismo, el cual se posiciona desde seguro a fuego semi-automático, hasta fuego automático (Por ejemplo, el fusil M16).
Algunas armas de fuego fabricadas después de la década de 1990 incluyen mecanismos de bloqueo integrales que requieren de una llave específica para desbloquearlas y permitir que abran fuego. Estos mecanismos de bloqueo actúan como «seguros contra niños» durante el almacenamiento sin supervisión del arma, y no como un mecanismo de seguro mientras esta es portada. Otros mecanismos que caen en esta categoría son los cerrojos de gatillo, cerrojos de cañón y cajas fuertes para armas.
- Datos: Q47471313
- Multimedia: Firearm safety / Q47471313